# Новись
Но́вись (фин. Novesi) — деревня в Опольевском сельском поселении Кингисеппского района Ленинградской области.

## История
Впервые упоминается в Писцовой книге Водской пятины 1500 года как сельцо Новая Весь в Егорьевском Ратчинском погосте Ямского уезда.
На карте Ингерманландии А. И. Бергенгейма, составленной по шведским материалам 1676 года, она обозначена как деревня Uskyläby; на шведской «Генеральной карте провинции Ингерманландии» 1704 года — как деревня Uskÿla.
Как деревня Ускила — на «Географическом чертеже Ижорской земли» Адриана Шонбека 1705 года.
Как деревня Новес упоминается на карте Ингерманландии А. Ростовцева 1727 года.
На карте Санкт-Петербургской губернии Я. Ф. Шмидта 1770 года — как деревня Навес.
На карте Санкт-Петербургской губернии Ф. Ф. Шуберта 1834 года обозначена деревня Новеси, состоящая из 21 крестьянского двора.

НОВЕСИ — деревня принадлежит графам Шуваловым, число жителей по ревизии: 55 м. п., 64 ж. п. (1838 год)

В пояснительном тексте к этнографической карте Санкт-Петербургской губернии П. И. Кёппена 1849 года она записана как деревня Uuskylä (Nowesi) (Новеси), и указано количество её жителей на 1848 год: савакотов — 7 м. п., 9 ж. п., всего 16 человек, русских — 72 человека
Деревня Новеси из 21 двора обозначена на карте профессора С. С. Куторги 1852 года.

НОВЕСИ — деревня графини Бобринской, по почтовой дороге, число дворов — 13, число душ — 36 м. п. (1856 год)

НОВЕСИ — деревня, число жителей по X-ой ревизии 1857 года: 33 м. п., 33 ж. п., всего 66 чел.

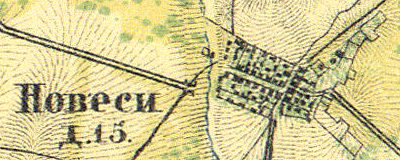
Деревня Новись на карте 1860 года

Согласно «Топографической карте частей Санкт-Петербургской и Выборгской губерний», в 1860 году деревня называлась Новеси и насчитывала 15 дворов.

НОВЕСИ — деревня владельческая при колодце, число дворов — 18, число жителей: 36 м. п., 39 ж. п. (1862 год)

НОВЕСИ — деревня, по земской переписи 1882 года: семей — 15, в них 34 м. п., 37 ж. п., всего 71 чел.

НОВЕСИ — деревня, число хозяйств по земской переписи 1899 года — 14, число жителей: 34 м. п., 39 ж. п., всего 73 чел.;
 разряд крестьян: бывшие владельческие; народность: русская — 58 чел., финская — 5 чел., смешанная — 10 чел.

В конце XIX — начале XX века деревня административно относилась к Ополицкой волости 1-го стана Ямбургского уезда Санкт-Петербургской губернии. Население деревни было смешанным — финско-русским.
Согласно данным переписи населения СССР 1926 года в деревне Новесь Гурлевского сельсовета Ястебинской волости Кингисеппского уезда проживали 76 человек, большинство русские, а также финны.
По данным 1933 года деревня называлась Новесь и входила в состав Гурлевского сельсовета Кингисеппского района.
По данным 1966, 1973 и 1990 годов деревня Новись находилась в составе Опольевского сельсовета Кингисеппского района.
В 1997 году в деревне Новись проживали 6 человек, в 2002 году — 4 человека (все русские), в 2007 году — 5.

## География
Деревня расположена в восточной части района на автодороге 41К-232 (Гурлёво — Кёрстово).
Расстояние до административного центра поселения — 8 км.
Расстояние до ближайшей железнодорожной станции Кёрстово — 12 км.
Через деревню протекает река Валья.

## Демография
| 1862 | 2007 | 2010 | 2017 |
| ---- | ---- | ---- | ---- |
| 75   | ↘5   | ↘3   | ↗8   |

### Национальный состав
Согласно данным Всероссийской переписи населения 2021 года в деревне проживали 29 человек, из них:
 русские — 27, таджики — 2 человека.

## Улицы
Дачная, Радужная.